# Il grido silenzioso
Il grido silenzioso, titolo originale inglese The Silent Scream, è un documentario del 1984 sull'aborto diretto e filmato dal ginecologo e attivista pro life Bernard Nathanson. Il film mostra una procedura di aborto ripresa con una ecografia e spiega la tecnica usata per effettuare l'intervento. Il titolo fa riferimento al "grido silenzioso di dolore" che secondo il regista il feto intenderebbe emettere aprendo la bocca durante l'intervento.
Il video è stato largamente usato dai movimenti antiabortisti a sostegno delle proprie campagne. L'autore, in gioventù attivista pro-aborto degli Stati Uniti, negli anni settanta si era convertito al movimento anti-abortista.

## Reazioni
Nel 1985, Planned Parenthood, una organizzazione criticata espressamente nel documentario e che si batte, tra l'altro, in favore della legislazione abortista, nominò una commissione di medici che, valutando il filmato, lo ritennero «disseminato di inaccuratezze, affermazioni false e esagerazioni, scientifiche, mediche e giuridiche». Le critiche riguardarono sia la sfera etico-giuridica, contestando la personalità dell'embrione, sia quella medico-scientifica; a tale riguardo, ad esempio, la commissione ritenne impossibile e indimostrabile scientificamente che un feto alla dodicesima settimana sia in grado di emettere il grido silenzioso che dà il titolo al filmato, per il limitato sviluppo della corteccia cerebrale, del sistema nervoso e dell'apparato respiratorio.
Il filmato ebbe un'eco tale da essere visionato da un sottocomitato del Senato degli Stati Uniti riguardo al tema del "dolore fetale": furono fornite opinioni mediche aggiuntive, alcune a supporto e altre critiche.
Il film aiutò "a cambiare il focus del pubblico da storie d'orrore di donne che subiscono aborti clandestini a un film dell'orrore di un feto che subisce un aborto".
Nathanson successivamente produsse anche un seguito, dal titolo Eclipse of Reason, dove documentava una procedura di aborto tardivo nota come dilatazione ed evacuazione (D&E).